# Život je lijep
Život je lijep (tal. La vita è bella) je talijanska tragikomedija i jedan od poznatijih talijanskih filmova. Najveći je neamerički hit 20. stoljeća.[nedostaje izvor] Radnja se vrti oko humorističnih zgoda veselog Židova Guida koji u 2. svjetskom ratu pokušava svojeg sina uvjeriti da je koncentracijski logor u kojem su zarobljeni samo igra. Zbog toga su neki film hvalili, dok su ga drugi s gnušanjem odbacili i optužili da se ruga holokaustu.

## Filmska ekipa
Režija: Roberto Benigni
Glume: Roberto Benigni (Guido Orefice), Nicoletta Braschi (Dora), Giorgio Cantarini (Giosue Orefice), Horst Buchholz (Doktor Lessing) i drugi

## Radnja
Glavnu ulogu u filmu igra Roberto Bengini koji glumi duhovitog židova Guida. 1939. on se preselio u grad Arezzo gdje se zaposlio kao konobar i zaljubio u Doru.Oni se upoznaju na vrlo čudan način, kada Dora pada na Guida.Guido je počeo isprobavati svaki trik kako bi osvojio njezino srce. Ona na kraju pristane na udaju iako je bila zaručena.Vrijeme prolazi i izbija Drugi svjetski rat, a svi Židovi su morali biti prebačeni u koncentracione logore. To se događa i u lijepom malom gradiću u Italiji gdje živi Guido sa svojim sinom Giousom i Dorom. Regrutacija je i njih uhvatila tako da su odvezeni u logor smrti. Kada Dora to sazna, koja nije židovske vjeroispovijesti, dobrovoljno se prijavi u logor.Kada su tamo došli, žene i muškarci su bili podijeljeni, tako da Guido i Dora nisu bili skupa.Unatoč užasu koji je tamo doživljavao, Guido je pokušavao sve okretati na bolje, kako ne bi mislio na taj užas. Imao je snage sinu govoriti kako je sve ovo igra i kako će pobjednik dobiti tenk kada osvoji 1.000 bodova. Saveznički tenk je u logor ušao prekasno pa je Guido bio ubijen. No spašeni su njegov sin i supruga Dora.

## Nagrade
- 3 osvojena Oscara (najbolji glavni glumac Roberto Benigni, strani film, glazba) i 4 nominacije (najbolji film, režija, scenarij, montaža).
- Osvojena BAFTA (najbolji glavni glumac Roberto Benigni) i 2 nominacije (najbolji strani flm, scenarij)
- Nominacija za Zlatnu palmu u Cannesu (osvojen grand prix žirija)

## Zanimljivosti
- Nicoletta Braschi je Benignijeva stvarna supruga, koja je igrala zajedno s njim u puno filmova.
- Broj na Benignijevoj zatvoreničkoj uniformi je isti koji je nosio i Charles Chaplin u filmu "Veliki diktator", koji je uvelike utjecao na ovaj film.
- Benigni je izjavio da naslov filma potječe od citata Lava Trockog, koji ga je napisao prije svojeg smaknuća.
- Benigni je tek drugi glumac u povijesti koji je osvojio Oscara za film kojeg je sam režirao. Prvi je bio Laurence Olivier za film "Hamlet" iz 1948. Benigni je ujedno tek i drugi talijanski glumac koji je osvojio tu nagradu, nakon Sophije Loren.
- Horst Buchholz je sinkronizirao sam sebe i u engleskoj i u njemačkoj verziji.
- 1998. je Zlatni globus za najboljeg glumca osvojio Jim Carrey za tragikomediju "Trumanov Show", dok Benigni nije bio ni nominiran. Kasnije je Benigni ipak osvojio Oscara kao najbolji glumac, dok Carrey nio bio ni nominiran za tu nagradu.

## Kritike
Zbog neobične priče u kojoj se miješaju drama i komedija, holokaust i slapstick humor, te poruke o ljepoti života bez obzira na sve zle događaje, kritika se podijelila u ocjenjivanju filma "Život je lijep". Većina ga je hvalila, ističući hrabar umjetnički doprinos delikatnoj temi i primjereno ambiciozan pristup, dok su drugi odbacili film kao kalkulirani mamac za osvajanje nagrada i neprimjerenu temu jer se od holokausta ne mogu izvlačiti šale.
James Berardinelli je bio jedan od onih koji su hvalili film: "U zadnje vrijeme "Život je lijep" je bio napadnut u nekim krugovima jer se navodno izruguje holokaustu. Ništa ne može biti dalje od istine. Benigni uzima tu temu vrlo ozbiljno, što je očito u suptilno naznačenom dodiru prijetnje koja visi u drugoj polovici filma. Film ne mora neophodno tmuran i smrtno ozbiljan, kao recimo "Schindlerova lista", da bi prenio poruku. A glavna tema - da će ljudi učiniti sve što je potrebno da bi zaštitili ono što najviše vole - je provedena na dirljiv i učinkovit način". I Roger Ebert je bio zadivljen: "Film zapravo pomalo ublažuje holokaust, kako bi humor uopće bio moguć. U pravim logorima smrti ne bi bilo mjesta za nekog poput Guidoa. No "Život je lijep" nije o Nacistima ili Fašistima, nego o ljudskom duhu. On je o spašavanju onoga što je dobro i ima nade od uništenja. O nadi i budućnosti. O neophodnoj ljudskoj spoznaji da će stvari biti bolje za našu djecu od toga kakve su sada", kao i Jack Garner: "Hrabro, iznimno originalno djelo".
S druge strane, Janko Heidl, kritičar koji piše za Večernji list, otvoreno je priznao da mu se film nije svidio; "Tvorac vrlo ambicioznog filma strahovito se želi svidjeti, a uz to je namjerio i poučavati. Jedna je poruka izrečena već u naslovu. Druga je da se smijehom i vedrinom može pobijediti i najgora nevolja, pa čak i boravak u njemačkom koncentracijskom logoru. Ima ih još. Nema dvojbe, poruke se lijepe. No, još bi ljepše bilo kada bi bilo neprimjetno ugrađene u filmsko tkivo. Jer Benigni očito ne vjeruje da je publika osobito inteligentna i da sama može ponešto zaključiti. Stoga priču konstruira u sjeni golemih ploča na kojima velikim slovima piše što je želio reči...Prigovoriti se može razmjerno nevještoj režiji, ružnoj filmskoj fotografiji, papirnato napisanim i drveno odglumljenim likovma, kao i pretjerano samodopadnim nastupom Benignija koji bi, očito, htio biti nešto poput novog Charlieja Chaplina. U ovom filmu je puno bliži Robinu Williamsu". I Stanley Kauffmann je prigovarao; "Benigni je sigurno znao o riziku koji je uzeo s ovom idejom, ali nije dorastao okolnostima koje su ga smrvile".

## Vanjske poveznice
- Život je lijep u internetskoj bazi filmova IMDb-a
- Umjetnost i vjera - duhovno važni filmovi  Arhivirana inačica izvorne stranice od 22. travnja 2006. (Wayback Machine)
- Recenzije na Rottentomatoes.com
- Život je lijep - članak o slabostima filma  Arhivirana inačica izvorne stranice od 13. prosinca 2006. (Wayback Machine)